# Arcidiocesi di Petra

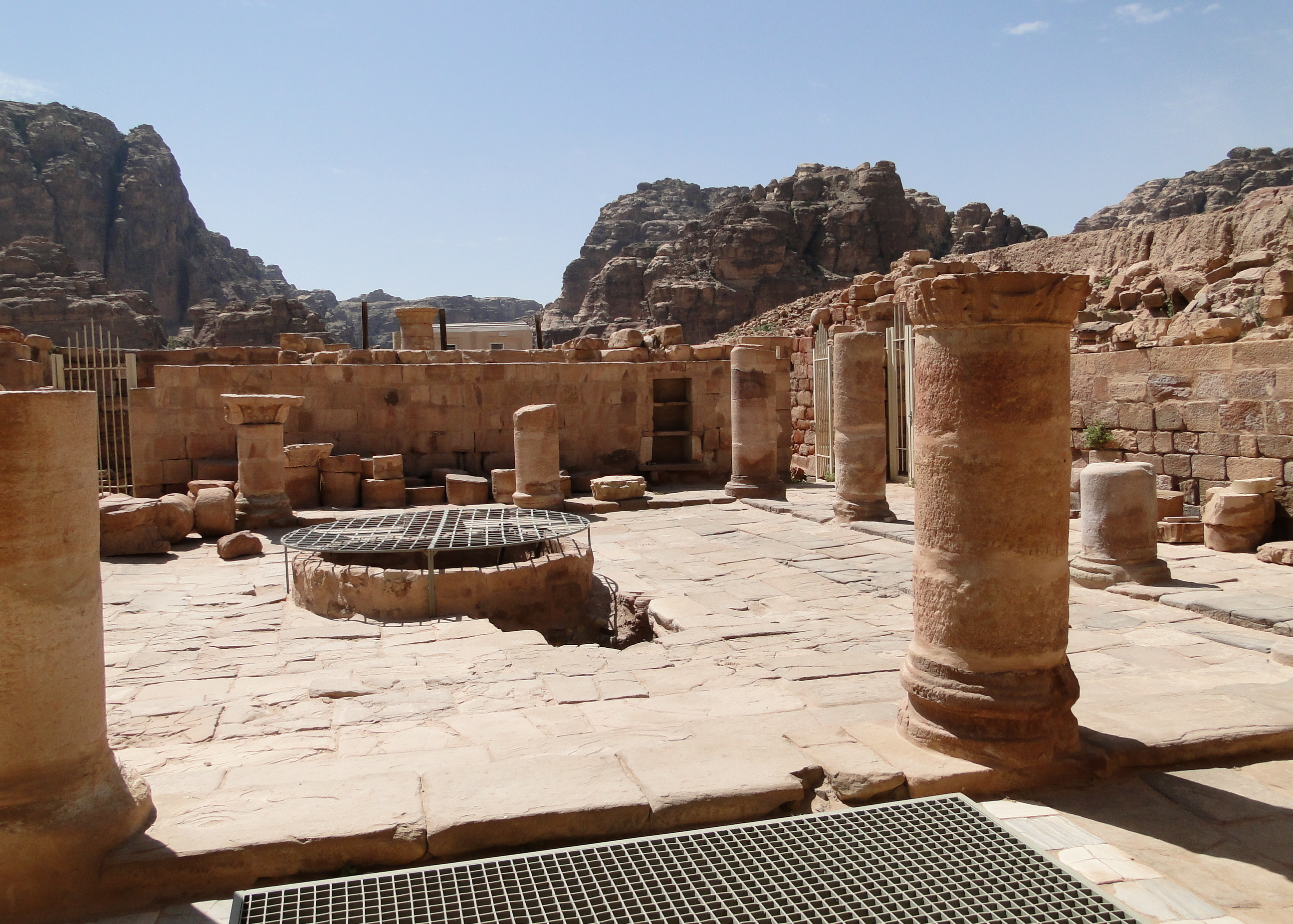
Una chiesa bizantina di Petra, scoperta nel 1990, ricca di numerosi mosaici in perfetto stato di conservazione, candidata al titolo di antica cattedrale di Petra.

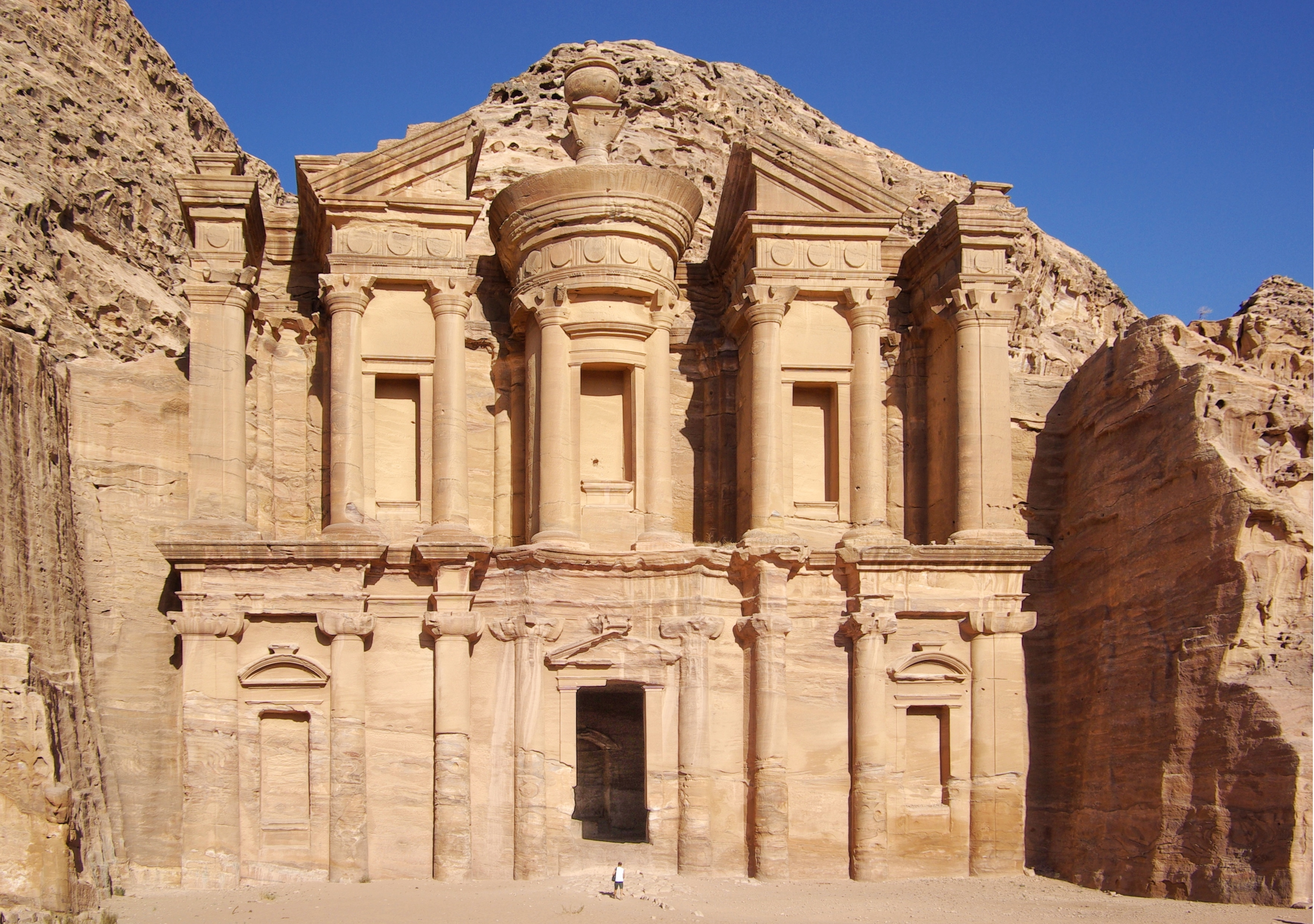
Al-Deir, antica tomba reale, nota come "il monastero", divenne in epoca bizantina un luogo di culto cristiano; nei suoi ambienti interni sono state ritrovate infatti diverse croci scolpite.

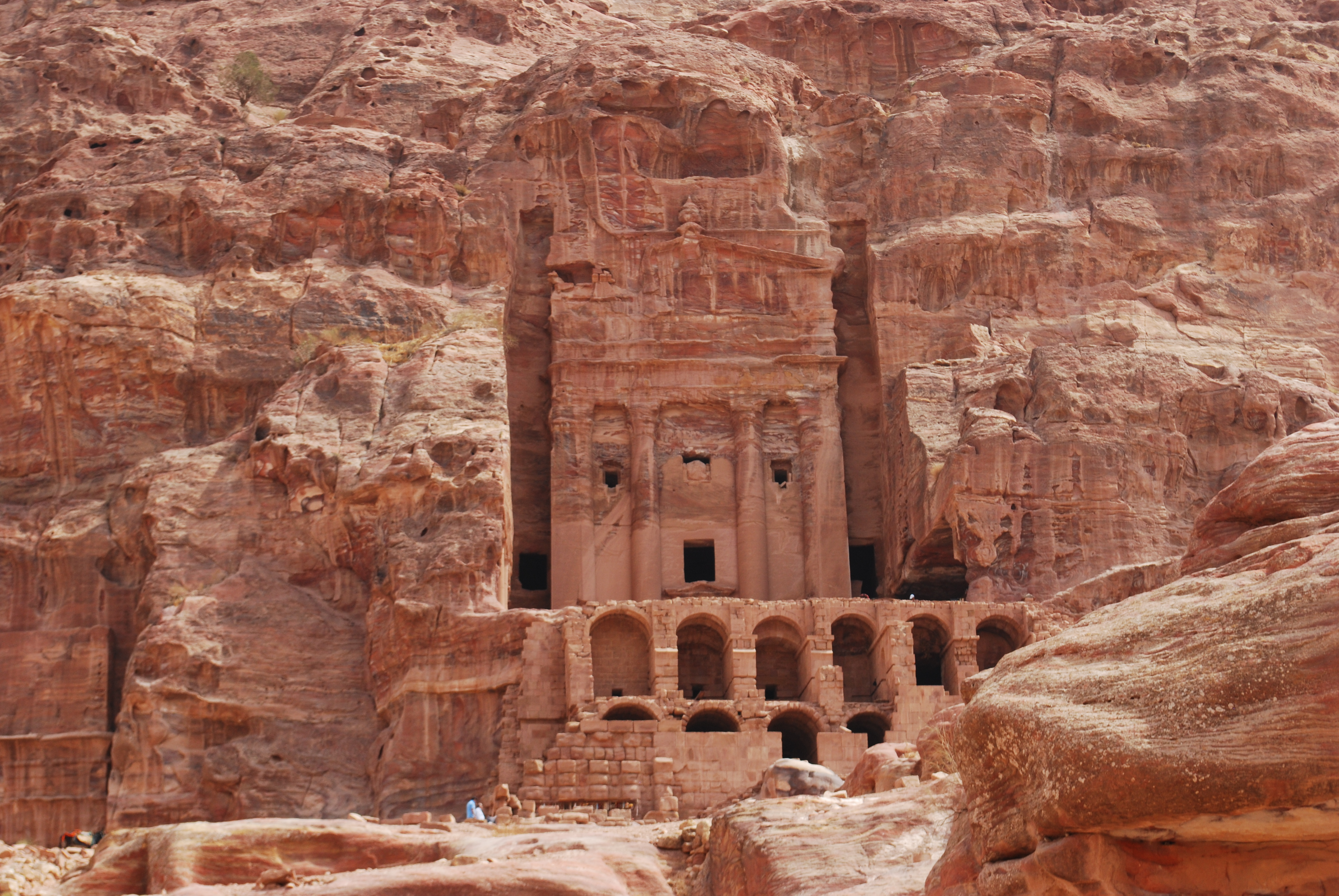
La cosiddetta «tomba all'urna corinzia», trasformata in chiesa cristiana e consacrata nel 446 dal vescovo Giasone, come si legge in un'iscrizione all'interno dell'edificio; anche questo edificio potrebbe aver svolto la funzione di cattedrale di Petra.

L'arcidiocesi di Petra (in latino Archidioecesis Petrensis in Palaestina) è una sede soppressa del patriarcato di Gerusalemme e una sede titolare della Chiesa cattolica.
A partire dal XII secolo, fu una delle quattro arcidiocesi facenti capo al patriarcato di Gerusalemme dei Latini, nel Regno crociato di Gerusalemme.

## Storia
Petra, il cui sito archeologico si trova nell'odierna Giordania, era l'antica sede metropolitana della provincia romana della Palestina Terza nella diocesi civile d'Oriente e nel patriarcato di Gerusalemme. Dipendevano dalla provincia ecclesiastica di Petra le seguenti diocesi suffraganee: Arad, Areopoli, Arindela, Augustopoli, Metrocomias, Caracmoba, Ela, Elusa, Faran, Feno, Jotapa e Zoara.
Tra le testimonianze archeologiche più importanti circa la presenza cristiana a Petra, è da segnalare la scoperta di un'iscrizione nella cosiddetta «tomba all'urna corinzia», uno dei monumentali edifici funerari della città: nell'iscrizione si ricorda la trasformazione della tomba in chiesa (forse la cattedrale?) e la sua consacrazione il 24 luglio 446 al tempo del vescovo Giasone e del diacono Giuliano. Presumibilmente Giasone morì poco dopo la consacrazione di questa chiesa, dopo 27 anni di episcopato, come sembrerebbe attestare l'iscrizione del figlio, Dionisio, databile a febbraio/marzo 447.
A partire dal 1990 è stata riportata alla luce un'altra monumentale chiesa di epoca bizantina, ricca di numerosi e perfettamente conservati mosaici; anche questa chiesa potrebbe essere stata la cattedrale di Petra.
La sede di Petra, come tutte le altre sedi episcopali della provincia della Palestina Terza, faceva parte del patriarcato di Antiochia e della metropolia di Bosra, fino a metà del V secolo quando tutta la provincia ecclesiastica fu sottomessa al patriarca di Gerusalemme.
Nonostante la ricchezza del sito, le fonti monumentali, epigrafiche e musive hanno restituito il nome di un solo vescovo, Giasone nel 446. Le fonti letterarie conoscono solo cinque vescovi di Petra. Il primo è anche il più noto, sant'Asterio; prese parte al concilio di Sardica (343/344), dove intervenne duramente contro l'arianesimo, che gli causò l'esilio in Africa per volontà di Costanzo II; ritornato in patria, prese parte ad un concilio celebrato ad Alessandria nel 362; durante il suo esilio la sede fu occupata dall'ariano Germano, che prese parte nel 359 al concilio di Seleucia.
Segue Giovanni, che fu probabilmente il primo metropolita di Petra, e che fu tra i destinatari della lettera scritta nel 457 a tutti i metropoliti dell'impero dall'imperatore Leone I dopo l'uccisione di Proterio di Alessandria. Teodoro prese parte al sinodo di Gerusalemme del 536 convocato dal patriarca Pietro di Gerusalemme contro Antimo di Costantinopoli e che vide riuniti assieme i vescovi delle Tre Palestine. L'ultimo vescovo noto è Atenogene, nipote dell'imperatore Maurizio, di cui parla Giovanni Mosco nel suo Prato spirituale. Le Quien documenta l'esistenza di un Doroteo di Petra nel 1672; fu probabilmente un arcivescovo titolare della Chiesa ortodossa di Gerusalemme.
Nel XII secolo, in epoca crociata, fu eretta un'arcidiocesi di rito latino chiamata Petra Deserti, serviva la regione dell'Oltregiordano e, tradizionalmente, anche il monastero di Santa Caterina sul Monte Sinai, sebbene la protezione dei Crociati arrivasse raramente così lontano. Ne fu primo arcivescovo Guerrico, documentato dal 1168 al 1183, che fu probabilmente anche l'unico titolare di questa sede in epoca crociata. L'arcidiocesi latina aveva sede in Charac-Moba, l'antica capitale dei Moabiti ora Al-Karak, e non va confusa con Petra, l'attuale Ouadi-Moussa.

La conquista musulmana nel VII secolo aveva eliminato il controllo bizantino dall'area e con esso la protezione per i Cristiani.
Tuttavia comunità cristiane di palestinesi e siriani avevano prosperato durante l'occupazione islamica e, con la nascita dei principati crociati, esse furono poste sotto la supervisione dell'arcidiocesi con l'intenzione di ripristinare le radici cristiane nell'area.
Si aggiunsero presto numerosi Ifranj e, prima della riconquista di Saladino, l'area aveva un crescente numero di comunità cattoliche.
A seguito della conquista del regno di Gerusalemme operata da Saladino, quel poco di protezione di cui i cristiani avevano goduto fu eliminata e le nascenti comunità cristiane furono presto distrutte.
Dal XVII secolo Petra è annoverata tra le sedi arcivescovili titolari della Chiesa cattolica; la sede è vacante dal 4 dicembre 1970.

## Cronotassi

### Vescovi e arcivescovi bizantini
- Sant'Asterio † (prima del 343/344 - dopo il 362)
  - Germano † (menzionato nel 359) (vescovo ariano)
- Giasone † (menzionato nel 446)
- Giovanni † (menzionato nel 457)
- Teodoro † (menzionato nel 536)
- Atenogene † (fine VI / inizio VII secolo)

### Arcivescovi latini
- Guerrico † (prima del 1168 - dopo il 1183)

### Arcivescovi titolari
- Pietro Stirejus, O.E.S.A. † (1419  - ?)
- Antonio Viedma y Chaves, O.P. † (20 marzo 1623 - 8 marzo 1631 succeduto vescovo di Almería)
- Vincenzo Agostino Claveria † (28 luglio 1631 - ?)
- San François de Montmorency-Laval † (3 giugno 1658 - 1º ottobre 1674 nominato arcivescovo, titolo personale, di Québec)
- Alberto Stawowski † (23 marzo 1676 - ?)
- Antonio Saverio Gentili † (17 marzo 1727 - 24 settembre 1731 nominato cardinale presbitero di Santo Stefano al Celio)
- Federico Marcello Lante Montefeltro Della Rovere † (1º ottobre 1732 - 9 settembre 1743 nominato cardinale presbitero[9])
- Filippo Acciaiuoli † (2 dicembre 1743 - 24 settembre 1759 nominato cardinale presbitero di Santa Maria degli Angeli)
- Giuseppe Simonetti † (25 maggio 1761 - 1º dicembre 1766 nominato cardinale presbitero di San Marcello)
- Francesco Saverio de Zelada † (23 dicembre 1766 - 26 aprile 1773 nominato cardinale presbitero dei Santi Silvestro e Martino ai Monti)
- Bernardino Muti † (13 settembre 1773 - ? deceduto)
- Giuseppe Firrao † (25 febbraio 1782 - 23 febbraio 1801 nominato cardinale presbitero di Sant'Eusebio)
- Antonio Gabriele Severoli † (28 settembre 1801 - 11 gennaio 1808 nominato arcivescovo, titolo personale, di Viterbo e Tuscania)
- Alessandro Giustiniani † (19 aprile 1822 - 2 luglio 1832 creato cardinale)
- Julien-Marie Hillereau, S.M.M. † (14 giugno 1833 - 28 febbraio o 1º marzo 1855 deceduto)
- Pietro de Villanova Castellacci † (30 marzo 1855 - 28 febbraio 1879 nominato patriarca titolare di Antiochia)
- Giuseppe Aggarbati, O.S.A. † (12 maggio 1879 - 24 maggio 1880 deceduto)
- Michael Augustine Corrigan † (1º ottobre 1880 - 10 ottobre 1885 succeduto arcivescovo di New York)
- Fulco Luigi Ruffo-Scilla † (23 maggio 1887 - 14 dicembre 1891 nominato cardinale presbitero di Santa Maria in Traspontina)
- Girolamo Maria Gotti, O.C.D. † (22 marzo 1892 - 29 novembre 1895 nominato cardinale diacono di Santa Maria della Scala)
- Carlo Duval (Pietro Gonzalez), O.P. † (29 novembre 1895 - 31 luglio 1904 deceduto)
- Bernardino Nozaleda y Villa,  O.P. † (11 dicembre 1905 - 7 ottobre 1927 deceduto)
- Emilio Ferrais † (22 giugno 1928 - 7 dicembre 1928 succeduto arcivescovo di Catania)
- Luigi Sincero † (11 gennaio 1929 - 13 gennaio 1929 dimesso[10])
- Angelo Bartolomasi † (23 aprile 1929 - 28 febbraio 1959 deceduto)
- Evelio Díaz y Cía † (14 novembre 1959 - 20 marzo 1963 succeduto arcivescovo di San Cristóbal de la Habana)
- Alfredo Silva Santiago † (27 aprile 1963 - 4 dicembre 1970 dimesso)